# Saint-Jean-Rohrbach

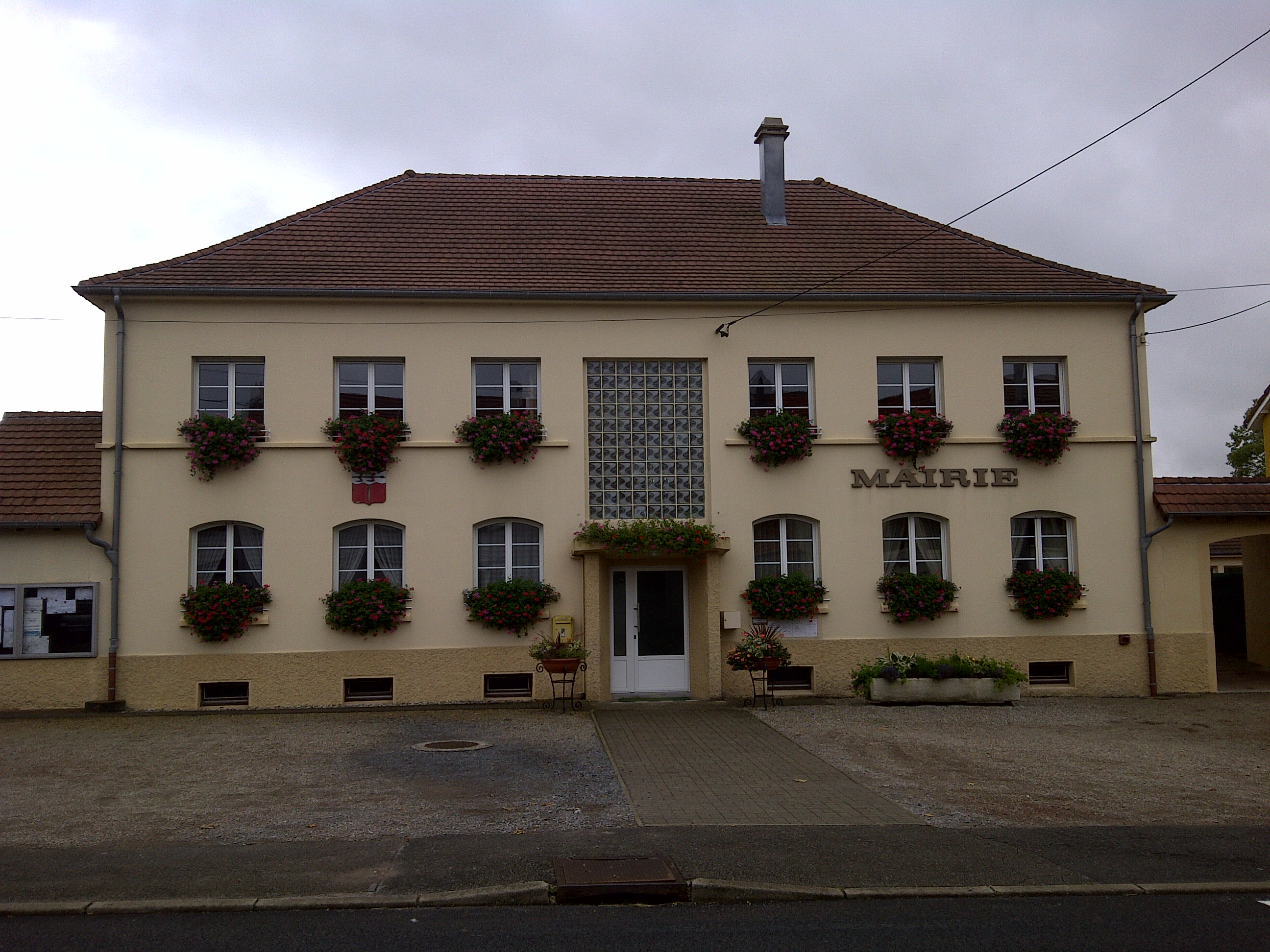
Rathaus (Mairie)

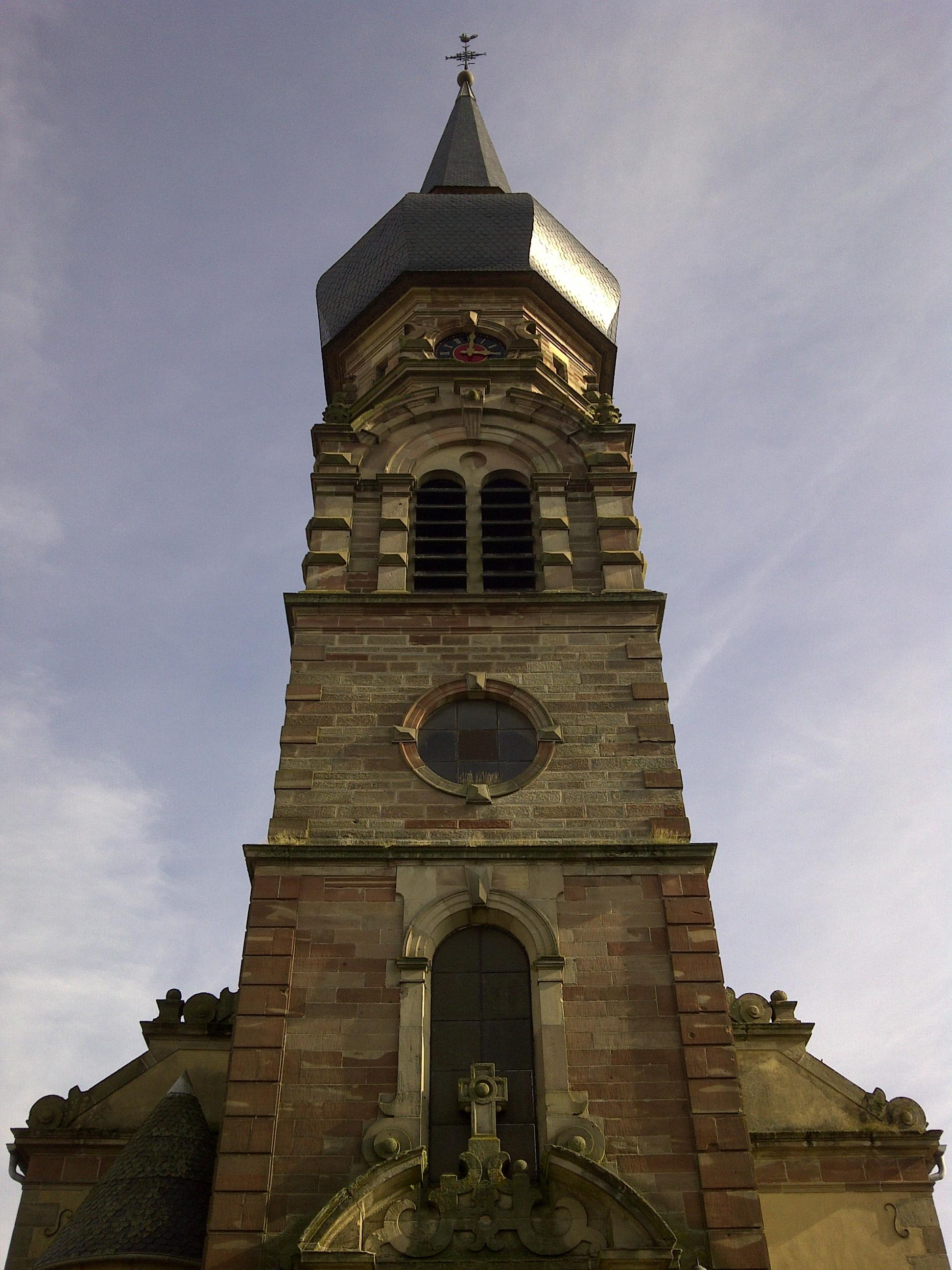
Kirche St. Johannes der Täufer (Saint-Jean-Baptiste)

Saint-Jean-Rohrbach (deutsch: Johannsrohrbach) ist eine französische Gemeinde mit 963 Einwohnern (Status 1. Januar 2022) im Département Moselle in der Region Grand Est. Sie gehört zum Arrondissement Sarreguemines und zum Kanton Sarralbe.

## Geographie
Die Gemeinde liegt in Lothringen, etwa sechzig Kilometer ostsüdöstlich von Metz, 19 Kilometer südlich von Forbach und elf Kilometer westnordwestlich von Saaralben sowie 19 Kilometer südwestlich von Saargemünd. 

## Geschichte
Der Ort wurde 1285 als Rorbach im Zellekowe urkundlich erwähnt, als das Kloster Wadgassen hier Besitz erhielt, dann  als Rorbach  (1409 und 1525) und Saint-Jean de Rotbach (1594). Die Ortschaft war einst ein Freilehen des Herzogtums Lothringen im Heiligen Römischen Reich, kam später an die Grafschaft Kriechingen und 1687 an die Rheingrafen.
Durch den Frankfurter Frieden vom 10. Mai 1871 kam das Gebiet an das deutsche Reichsland Elsaß-Lothringen, und das Dorf wurde dem Kreis Forbach im Bezirk Lothringen zugeordnet. Die Dorfbewohner betrieben Getreidebau und Viehzucht.
Nach dem Ersten Weltkrieg musste die Region aufgrund der Bestimmungen des Versailler Vertrags 1919 an Frankreich abgetreten werden. Im Zweiten Weltkrieg war das Gebiet von der deutschen Wehrmacht besetzt, und das Dorf stand bis 1944 unter deutscher Verwaltung.

### Demographie
Im Jahr 1871 hatte der Ort eine Gemarkungsfläche von 1229 Hektar, 209 Häuser, 230 Familien und 929 meist römisch-katholische Einwohner, unter denen sich zwei Evangelische und 22 Juden befanden. Im Jahr 1910 wurden 699 Einwohner gezählt.
| Jahr      | 1962 | 1968 | 1975 | 1982 | 1990 | 1999 | 2006 | 2019 |
| Einwohner | 771  | 862  | 861  | 942  | 897  | 958  | 933  | 968  |

## Wappen
Das Beil ist das Symbol des Heiligen Johannes, der Rohrkolben auf silbernem Wellenbalken ist der „redende“ Teil des Wappens.

## Sehenswürdigkeiten
- Kirche St. Johannes der Täufer (Saint-Jean-Baptiste) von 1729

## Persönlichkeiten
- Jean Baptiste Eblé (1758–1812), französischer General